# سيباستيان دوباربيير
سيباستيان راكان دوباربيير (بالإسبانية: Sebastián Rakan Dubarbier)‏ (مواليد 19 فبراير 1986 في لابلاتا - الأرجنتين) لاعب كرة قدم أرجنتيني يلعب حاليا لصالح نادي الدرجة الأولى لوريان الفرنسي منذ 2010 في مركز الوسط المهاجم كما يجيد اللعب في مركز المهاجم .

## روابط خارجية
- سيباستيان دوباربيير على موقع قاعدة بيانات كرة القدم.إي يو (الإنجليزية)
- سيباستيان دوباربيير على موقع Soccerbase.com (لاعب) (الإنجليزية)
- سيباستيان دوباربيير على موقع Soccerway.com (الإنجليزية)
- سيباستيان دوباربيير على موقع عالم كرة القدم.نت (الإنجليزية)
- سيباستيان دوباربيير على موقع AS.com (الإسبانية)